# Štrebuncji
Štrebuncji (nemško Willersdorf) je naselje v Občini Gospa Sveta v Okraju Celovec-dežela na Koroškem v Avstriji.